# Indocalamus pseudosinicus
Indocalamus pseudosinicus är en gräsart som beskrevs av Mcclure. Indocalamus pseudosinicus ingår i släktet Indocalamus och familjen gräs. Inga underarter finns listade i Catalogue of Life.